# Serhij Szerabokow
Serhij Ołeksijowycz Szerabokow (ukr. Сергій Олексійович Шерабоков, ros. Сергей Алексеевич Шерабоков, Siergiej Aleksiejewicz Szerabokow; ur. 15 maja 1972 w Sewastopolu) – ukraiński piłkarz rosyjskiego pochodzenia występujący na pozycji obrońcy lub pomocnika, działacz i agent piłkarski.

## Kariera klubowa
Grę w piłkę nożną rozpoczął w wieku 6 lat w szkółce piłkarskiej Wiktorija Sewastopol z rodzinnego Sewastopola. Podczas odbywania służby wojskowej we Flocie Czarnomorskiej grał w klubie SKCzF Sewastopol, z którym zwyciężył w 1990 roku w rozgrywkach o Puchar Sił Zbrojnych ZSRR. W końcowym okresie pobytu w armii rozpoczął karierę na poziomie seniorskim w Czajce Sewastopol, z którą występował przez pół roku we Wtorajej Lidze ZSRR. Wiosną 1991 roku był zawodnikiem Tawriji Symferopol, gdzie zaliczył jedno spotkanie w Pucharze ZSRR. Po odłączeniu się Ukrainy od ZSRR grał w Czajce Sewastopol, z którą rywalizował w Perszej Lidze (1992) oraz Druhiej Lidze (1992/93). Wiosną 1993 roku został na krótki okres wypożyczony do mistrza kraju Tawriji Symferopol, gdzie rozegrał 2 spotkania na poziomie Wyszczej Lihi. Zadebiutował w niej 28 marca 1993 w wygranym 1:0 meczu przeciwko Bukowynie Czerniowce. Przed Mistrzostwami Europy 1992 wystąpił on w barwach Tawriji w sparingu przeciwko ZSRR, wygranym 1:0. Było to ostatnie w historii spotkanie rozegrane przez tę reprezentację, tuż przed przekształceniem we Wspólnotę Niepodległych Państw.
We wrześniu 1993 roku Szerabokow został piłkarzem Kreminia Krzemieńczuk prowadzonego przez Borisa Strielcowa, gdzie pełnił rolę podstawowego środkowego obrońcy. W sezonie 1994/95, po przyjściu do klubu trenera Jewhena Rudakowa, stał się zawodnikiem rezerwowym i był wypożyczany do trzecioligowych zespołów Systema-Boreks Borodzianka oraz Skify-LAZ Lwów. Latem 1995 roku odszedł z Kreminia i przez pół roku pozostawał bez pracodawcy, trenując w tym czasie jedynie przez miesiąc z Karpatami Lwów. Pod koniec 1995 roku podpisał roczny kontrakt z Polonią Warszawa, prowadzoną przez Stefana Majewskiego (II liga). Po sezonie 1995/96 wywalczył z tym zespołem awans do I ligi. Zadebiutował w niej 3 sierpnia 1996 w zremisowanym 0:0 meczu przeciwko Wiśle Kraków. W rundzie jesiennej sezonu 1996/97 zanotował w polskiej ekstraklasie 11 występów, po czym odszedł do mistrza Słowacji Slovana Bratysława. Z klubem tym zdobył Puchar Słowacji 1996/97, po pokonaniu w meczu finałowym 1:0 Tatrana Preszów. Na zakończenie sezonu 1996/97 Slovan, który uznawany był za faworyta do tytułu mistrzowskiego, zajął w tabeli 3. miejsce. Konsekwencją tego była dymisja części zarządu, zwolnienie trenera Dušana Galisa oraz odsunięcie od składu części piłkarzy, w tym Szerabokowa. Wkrótce po tym otrzymał on ofertę gry w Zenicie Petersburg, który jednak nie był w stanie uiścić kwoty odstępnego.
Po wygaśnięciu kontraktu ze Slovanem przeniósł się jako wolny agent do Sokoła Saratów. Zanotował w barwach tego klubu jeden występ na poziomie Pierwego Diwizionu, większość rundy wiosennej sezonu 1998 spędzając w drużynie rezerw (LFL). Latem 1998 roku odszedł do Torpedo Włodzimierz (Pierwyj Diwizion). Krótko po przybyciu do klubu doznał zerwania ścięgna Achillesa, po którym zmuszony był zawiesić karierę na okres półtora roku. W 2000 roku grał w amatorskim zespole Dinamo Biełorieczensk. W latach 2001–2002 występował na poziomie Virslīgi jako zawodnik PFK Daugava, w barwach której zaliczył 14 spotkań. W sezonie 2003 był graczem FK Jūrmala, z którą wygrał rozgrywki 1. līgi. W wyniku komplikacji zdrowotnych wkrótce po tym zakończył karierę.

## Działacz sportowy
Po zakończeniu kariery zawodniczej współpracował jako konsultant ds. rynku transferowego z Odrą Wodzisław Śląski i Polonią Warszawa. W latach 2009–2014 pracował w dziale selekcji i zarządzania klubu FK Sewastopol. W 2011 roku uzyskał licencję agenta piłkarskiego FIFA. W latach 2014–2015 był dyrektorem sportowym SKCzF Sewastopol. Po aneksji Krymu przez Rosję zaangażował się w utworzenie Krymskiego Futbolnego Sojuza, gdzie zasiadał w latach 2015–2016 w prezydium jako szef Komitetu ds. Statusu i Transferów Piłkarzy. W 2016 roku pełnił funkcję dyrektora sportowego klubu Kubań Krasnodar. W 2017 roku rozpoczął pracę jako dyrektor generalny Okeanu Kercz (Krymska Priemjer-Liga).

## Sukcesy
Slovan Bratysława
- Puchar Słowacji: 1996/97